# Союз Т-5
«Союз Т-5» — первая основная пилотируемая советская космическая экспедиция к орбитальной научной станции «Салют-7».
14 мая 1982 года «Союз Т-5» состыковался с орбитальной научной станцией «Салют-7», которая была выведена на орбиту в апреле 1982 года. На борту станции экипаж проводил научно-технические и медико-биологические исследования и эксперименты.
Во время пребывания на станции «Салют-7» первой основной экспедиции были приняты две экспедиции посещения: на кораблях «Союз Т-6» и «Союз Т-7». Также были приняты четыре грузовых космических корабля: «Прогресс-13», «Прогресс-14», «Прогресс-15» и «Прогресс-16».
30 июля космонавты Анатолий Березовой и Валентин Лебедев осуществили выход в открытый космос продолжительностью 2 часа 33 минуты. При этом и других выходах в открытый космос установлены и сняты образцы и проведены кино/фотосъёмки. Также из шлюзовой камеры станции был выведен в космос 28-килограммовый спутник, созданный студентами МАИ. Этот спутник стал первым телекоммуникационным спутником в мире, запущенным с другого космического аппарата.
Союз Т-5 был отстыкован 27 августа 1982 года в 11:43 (UTC) с космонавтами Поповым, Серебровым и Савицкой на борту и совершил посадку в 15:04 (UTC) в 70 км от Аркалыка.
Березовой и Лебедев вернулись на Землю 10 декабря 1982 года в 19:03 (UTC) на космическом корабле «Союз Т-7». Продолжительность их полёта составила 211 суток 9 часов 5 минут. В то время это была рекордная продолжительность пребывания в космосе.

## Экипаж старта
- Командир корабля — Березовой, Анатолий Николаевич (1)
- Бортинженер корабля — Лебедев, Валентин Витальевич (2)

## Дублирующий экипаж
- Командир корабля — Титов, Владимир Георгиевич
- Бортинженер корабля — Стрекалов, Геннадий Михайлович

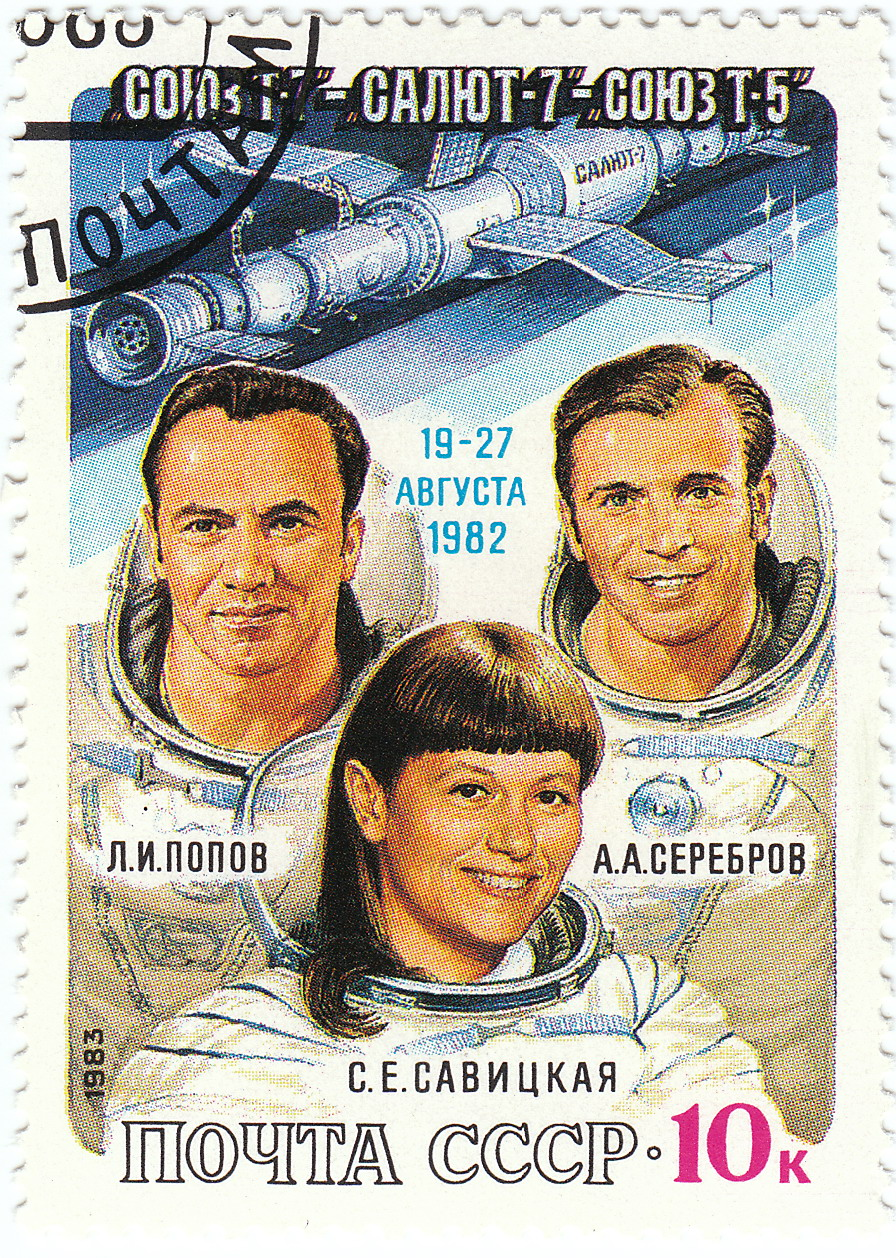

## Экипаж при приземлении
- Командир корабля — Попов, Леонид Иванович
- Бортинженер корабля — Серебров, Александр Александрович
- Космонавт-исследователь корабля — Савицкая, Светлана Евгеньевна